# Graphoderus bieneri
Graphoderus bieneri är en skalbaggsart som beskrevs av Zimmermann 1921. Graphoderus bieneri ingår i släktet Graphoderus och familjen dykare. Inga underarter finns listade i Catalogue of Life.